# Эрл, Ронни
 Ронни Эрл (англ. Ronnie Earl), урождённый Рональд Эрл Хорват (англ. Ronald Earl Horvath) ) ; 10 марта 1953, Нью-Йорк, США) — американский блюзовый гитарист и преподаватель. Лауреат Blues Music Awards в номинации «Блюзовый гитарист» (1997, 1999, 2014, 2018), 19-кратный претендент на награду в той же категории (1987—1989, 1991, 1995, 1996, 1998, 2001, 2002, 2004—2006, 2009—2011, 2015—2017, 2019). Номинант Blues Music Awards (сам и со своей группой Ronnie Earl & The Broadcasters или в сотрудничестве с другими музыкантами) в номинациях «Песня года» (1988, 1989), «Альбом года» (2021), «Альбом традиционного блюза» (2019, 2021), «DVD» (2009), «Исполнитель современного блюза» (1989), «Альбом современного блюза» (1989, 2005, 2010), «Группа года» (1997).

## Биография
Ронни Эрл родился в Куинсе 10 марта 1953 года в еврейской семье Джерри Акоса Хорвата и Ронни Роуз Хорват, сумевших спастись от Холокоста. В юности коллекционировал музыкальные записи различных стилей: рок, джаз, блюз. В десятилетнем возрасте родители отправили его в школу фортепиано, которую он быстро забросил. После школы с 1971 года в течение полутора лет изучал американскую историю в колледже C.W. Post College на Лонг-Айленде, затем перебрался в Бостон, где получил степень бакалавра в области образования и специального образования в Бостонском университете, некоторое время работал с детьми, отстающим в развитии. Он стал интересоваться гитарой после посещения концерта Мадди Уотерса в Бостоне и начал осваивать гитару, впервые взяв в руки инструмент в 1973 году. Первой его гитарой была Martin, но на следующий же день он её вернул и купил Fender Stratocaster, которому не изменял всю карьеру. Он брал уроки игры у Боба Марголина . Первым его коллективом стала группа The Speakeasy, клубная группа из Кембриджа, которую он организовал с Майком Уордом и где он играл на ритм-гитаре; также он играл с Отисом Рашем и Биг Уолтер Хортоном. Дважды он ездил в Чикаго, где был представлен чикагскому блюзовому сообществу Коко Тейлор. В 1978 году, взяв отпуск, ездил в Новый Орлеан и Остин, где проводил время и играл вместе с Кимом Уилсоном, Джимми Воном и их группой The Fabulous Thunderbirds. После этой поездки он оставил учительскую карьеру. 
Впервые записался с Саннилендом Слимом, исполнив партию слайд-гитары, затем выпустил собственный мини-альбом, за которым последовали две записи с Johnny Nicholas and the Rhythm Rockers, а затем еще один мини-альбом с Sugar Ray and the Bluetones. В то время он выступал на одной сцене с Мадди Уотерсом, который постоянно забывал его фамилию, и музыкант сменил фамилию на Эрл, как дань уважения к блюзмену Эрлу Хукеру 
В 1979 году он присоединился к группе Roomful of Blues, где играл уже на соло-гитаре. В 1983 году вместе с Ким Уилсон, Дарреллом Налишем и Шуга Рэй Норча он записал и выпустил свой дебютный сольный альбом, и ещё два в 1984 и 1986 годах. Уже в 1987 году он номинировался на звание лучшего гитариста года Blues Music Awards. 
В 1988 году Ронни Эрл покинул Roomful of Blues, начав сольную карьеру. Он сформировал собственный коллектив The Broadcasters, первый концерт которого состоялся 31 октября 1988 года и с которым затем работал всю свою карьеру, выпустив десятки альбомов и гастролируя по всему миру. Группа была названа в честь одной из первых гитар компании Fender, начавшей продаваться в 1950 году под названием Broadcaster. Первый состав группы включал в себя помимо Эрла ещё Даррела Налиша (вокал), Джерри Портного (губная гармоника), Стива Гомеса (бас) и Пера Хансена (ударные). В 1988 году группа выпустила дебютный альбом Soul Searching и с тех пор регулярно выпускает альбомы и гастролирует, время от времени с изменениями в составе. С 1993 года Broadcasters стали первой полностью инструментальной блюзовой группой с Брюсом Кацем (орган), Родом Кэри (бас) и барабанщиком Пером Хансеном, и они отправились в турне по Европе. В это время группа выпустила некоторые из своих самых признанных критиками работ, включая Language of the Soul в 1994 году, Blues Guitar Virtuoso – Live in Europe в 1995 году и в 1996 году Grateful Heart Blues and Ballads. Live in Europe победил в годовом опросе журнала Pulse как лучший блюзовый альбом, а журнал DownBeat признал Grateful Heart лучшим блюзовым альбомом года. 
В 2000 году состав группы поменялся, в неё вошли Энтони Джерачи (клавишные), Марк Гринберг (ударные) и Майкл «Mudcat» Уорд (бас). В начале 2000 Ронни Эрл столкнулся с медицинскими проблемами, включая диабет, биполярное расстройство и хроническую депрессию; алкоголизм и кокаиновую зависимость. Он был вынужден сократить гастроли и пересмотреть свои дальнейшие планы. Он набрал новый состав группы: Джим Мурадян (бас), Дэйв Лимина (фортепиано, Hammond B3) и Лорн Энтресс (ударные). Ронни Эрл всегда концентрировался на исключительно инструментальной музыке, и в 1990-е даже записывал полностью инструментальные альбомы. Нечастые вокальные партии в это время записывали Шуга Рэй Норча, Кима Уилсона, Даррелл Налиш, Грегг Оллманн, Грег Пикколо. В 2014 году к группе в качестве постоянного вокалиста присоединилась Дайан Блю. В августе 2016 года Лорн Энтресс покинула группу, а в январе 2017 года Джим Мурадян внезапно скончался после выступления. В состав нынешнего состава Broadcasters (2018) входят Дэйв Лимина (фортепиано, Hammond B3), Дайан Блю (вокал), Форрест Паджетт (ударные) и Пол Кочански (бас).  
По словам музыканта, наибольшее влияние на его творчество оказал Отис Раш; в числе других музыкантов входят Мэджик Сэм, Гитар Слим, Джимми МакГрифф, Джимми Смит, Грант Грин, Телониус Монк, Джон Колтрейн и Уэс Монтгомери.
Ронни Эрл работал доцентом по классу гитары в музыкальном колледже Беркли, преподавал в течение пяти лет на летнем Национальном гитарном семинаре в Коннектикуте и давал частные уроки. В 1995 году Ронни выпустил Ronnie Earl: Blues Guitar with Soul, обучающую видеокассету VHS, которая была переиздана в формате DVD в 2005 году. Сейчас он играет с группой в Новой Англии, на Восточном побережье, время от времени путешествуя на Средний Запад и в Канаду. Он продолжает поддерживать программы для детей и взрослых с особыми потребностями, пособия на исследования рака и программы, которые помогают бездомному населению. В 2019 году он говорил «Я живу в деревне и играю максимум раз или два в месяц. Так что моя жена ездит со мной, наверное, 50 % времени. Большую часть времени я играю на восточном побережье и возвращаюсь домой после шоу» .
Би Би Кинг отозвался о Ронни Эрле: «Он — один из наиболее серьёзных блюзовых гитаристов сегодня. Я испытываю гордость за него» 
Boston Phoenix сказала что «Ронни Эрл — Джон Колтрейн гитары» 
«…удивительным аспектом инструментальной работы Ронни является то, что отсутствие человеческого голоса никоим образом не приводит к тому, что музыка звучит неполноценно. Мелодия и ноты, которые резонируют с его Fender Stratocaster, такие же сладкие и красивые, или даже такие же резкие и грубые, как настоящий человеческий голос. Очень немногие электрогитаристы достигли этого успеха в таком жанре. Подлинные человеческие эмоции, выраженные в его сольных работах, совершенно поразительны» .
Майкл Уорд, бас-гитарист, работавший с Эрлом с начала его карьеры, сказал: «Кто-то мог играть быстрее, кто-то мог играть больше стилей. Он не мог. Он мог играть только блюз. Он не учился року сначала, он не рос с ним. Он не играл на гитаре всю свою жизнь, он начал поздно. Блюз был тем, что он хотел играть, тем, что его интересовало. Мы были в основном зашорены. Он даже не мог точно скопировать. Он сумел развить стиль, это пошло ему на пользу. С его чувством и подходом и действительно целеустремленностью играть самый глубокий блюз, какой он мог. Никто другой этого не делал. Ронни мог играть как Хьюберт, он мог играть как BB, он мог играть как Фредди Кинг. Но в этом всегда было немного больше Ронни» .

## Дискография

### Студийные альбомы
- 1983 Smokin'
- 1984 They Call Me Mr. Earl
- 1986 I Like It When It Rains
- 1988 Soul Searching
- 1990 Peace of Mind
- 1991 Surrounded by Love
- 1993 Still River
- 1994 Language of the Soul
- 1995 Grateful Heart: Blues and Ballads
- 1996 Eye to Eye с Пайнтопом Перкинсом
- 1997 The Colour of Love
- 2000 Healing Time
- 2001 Ronnie Earl and Friends
- 2003 I Feel Like Goin' On
- 2004 Now My Soul
- 2005 The Duke Meets the Earl — с Дьюком Робиллардом
- 2007 Hope Radio
- 2009 Living in the Light
- 2010 Spread the Love
- 2014 Good News
- 2015 Father’s Day
- 2016 Maxwell Street
- 2017 The Luckiest Man
- 2019 Beyond The Blue Door[8]
- 2020 Rise Up
- 2022 Mercy Me

### Концертные альбомы
- 1995 Blues Guitar Virtuoso – Live in Europe (другое название Blues and Forgiveness)
- 2013 Just for Today

### Сборники
- 1985 Deep Blues
- 1992 Test of Time: A Retrospective
- 1997 Plays Big Blues
- 2006 Heart and Soul: The Best of Ronnie Earl[9]